# 2016年夏季奧林匹克運動會跆拳道比賽
2016年夏季奧林匹克運動會跆拳道比賽於2016年8月17日至20日在巴拉達蒂茹卡巴拉奧林匹克公園的卡里奧卡體育館3舉行。128位運動員將參加8個量級的賽事，4個男子、4個女子。

## 参赛国家和地区
- 阿鲁巴（1）
- （4）
- 阿塞拜疆（4）
- 白俄罗斯（1）
- 比利时（3）
- 巴西（4）
- 柬埔寨（1）
- 加拿大（1）
- 佛得角（1）
- 中非共和国（1）
- 智利（1）
- 中国（4）
- 哥伦比亚（2）
- 克罗地亚（3）
- 古巴（1）
- （3）
- 刚果民主共和国（1）
- 埃及（3）
- 芬兰（1）
- 法国（4）
- 加蓬（1）
- 德国（3）
- 英国（4）
- 海地（1）
- 洪都拉斯（1）
- 伊朗（4）
- 以色列（1）
- 科特迪瓦（3）
- 日本（1）
- 约旦（1）
- （3）
- 利比亚（1）
- （1）
- 墨西哥（4）
- 摩尔多瓦（1）
- 蒙古（1）
- 摩洛哥（3）
- 尼泊尔（1）
- 荷兰（1）
- 新西兰（1）
- （1）
- 挪威（1）
- 巴拿马（1）
- 巴布亚新几内亚（2）
- 秘鲁（1）
- 菲律宾（1）
- 波兰（2）
- 葡萄牙（1）
- 波多黎各（1）
- 俄罗斯（3）
- 塞内加尔（1）
- 塞尔维亚（2）
- 韩国（5）
- 西班牙（3）
- 瑞典（2）
- 中华台北（3）
- 泰国（3）
- （1）
- 突尼斯（3）
- 土耳其（2）
- 美国（4）
- （3）
- 委内瑞拉（1）

## 獎牌榜
注
  *   主办国（巴西）
| 排名 | 国家／地区      | 金牌 | 银牌 | 铜牌 | 總數 |
| ---- | --------------- | ---- | ---- | ---- | ---- |
| 1    | 韩国（KOR）     | 2    | 0    | 3    | 5    |
| 2    | 中国（CHN）     | 2    | 0    | 0    | 2    |
| 3    | 英国（GBR）     | 1    | 1    | 1    | 3    |
| 4    | 阿塞拜疆（AZE） | 1    | 0    | 2    | 3    |
| 5    | 科特迪瓦（CIV） | 1    | 0    | 1    | 2    |
| 6    | 约旦（JOR）     | 1    | 0    | 0    | 1    |
| 7    | 泰国（THA）     | 0    | 1    | 1    | 2    |
| 8    | 西班牙（ESP）   | 0    | 1    | 1    | 2    |
| 9    | （NIG）         | 0    | 1    | 0    | 1    |
| 9    | 俄罗斯（RUS）   | 0    | 1    | 0    | 1    |
| 9    | 塞尔维亚（SRB） | 0    | 1    | 0    | 1    |
| 9    | 法国（FRA）     | 0    | 1    | 0    | 1    |
| 9    | 墨西哥（MEX）   | 0    | 1    | 0    | 1    |
| 14   | 突尼斯（TUN）   | 0    | 0    | 1    | 1    |
| 14   | （DOM）         | 0    | 0    | 1    | 1    |
| 14   | 巴西（BRA）*    | 0    | 0    | 1    | 1    |
| 14   | 埃及（EGY）     | 0    | 0    | 1    | 1    |
| 14   | 伊朗（IRI）     | 0    | 0    | 1    | 1    |
| 14   | 美国（USA）     | 0    | 0    | 1    | 1    |
| 14   | 土耳其（TUR）   | 0    | 0    | 1    | 1    |
| 總計 | 總計            | 8    | 8    | 16   | 32   |

## 獎牌得主

### 男子
| 项目                  | 金牌                              | 银牌                              | 铜牌                             |
| 58公斤级 （詳細）     | 赵帅 · 中国（CHN）                | 特温·汉巴 · 泰国（THA）           | 路易西托·皮耶 · （DOM）          |
| 58公斤级 （詳細）     | 赵帅 · 中国（CHN）                | 特温·汉巴 · 泰国（THA）           | 金泰勋 · 韩国（KOR）             |
| 68公斤级 （詳細）     | 艾哈邁德·阿布賈努殊 · 约旦（JOR） | 阿列克谢·杰尼先科 · 俄罗斯（RUS） | 李大勋 · 韩国（KOR）             |
| 68公斤级 （詳細）     | 艾哈邁德·阿布賈努殊 · 约旦（JOR） | 阿列克谢·杰尼先科 · 俄罗斯（RUS） | 霍埃尔·冈萨雷斯 · 西班牙（ESP）  |
| 80公斤级 （詳細）     | 謝赫·西塞 · 科特迪瓦（CIV）       | 卢塔洛·穆罕默德 · 英国（GBR）     | 米拉德·贝吉 · 阿塞拜疆（AZE）    |
| 80公斤级 （詳細）     | 謝赫·西塞 · 科特迪瓦（CIV）       | 卢塔洛·穆罕默德 · 英国（GBR）     | Oussama Oueslati · 突尼斯（TUN） |
| 80公斤以上级 （詳細） | 拉季克·伊萨耶夫 · 阿塞拜疆（AZE） | 阿卜杜勒·拉扎克·优素福 · （NIG）  | 迈孔·安德拉德 · 巴西（BRA）      |
| 80公斤以上级 （詳細） | 拉季克·伊萨耶夫 · 阿塞拜疆（AZE） | 阿卜杜勒·拉扎克·优素福 · （NIG）  | 车东旻 · 韩国（KOR）             |

### 女子
| 项目                  | 金牌                    | 银牌                                  | 铜牌                                  |
| 49公斤级 （詳細）     | 金昭熙 · 韩国（KOR）    | 蒂亞娜·波格丹諾維奇 · 塞尔维亚（SRB） | 帕季玛特·阿巴卡罗娃 · 阿塞拜疆（AZE） |
| 49公斤级 （詳細）     | 金昭熙 · 韩国（KOR）    | 蒂亞娜·波格丹諾維奇 · 塞尔维亚（SRB） | 帕妮帕·翁帕他那吉 · 泰国（THA）       |
| 57公斤级 （詳細）     | 潔蒂·瓊斯 · 英国（GBR） | 埃娃·卡尔沃 · 西班牙（ESP）           | 海達雅·馬拉克 · 埃及（EGY）           |
| 57公斤级 （詳細）     | 潔蒂·瓊斯 · 英国（GBR） | 埃娃·卡尔沃 · 西班牙（ESP）           | 基米雅·阿里薩德 · 伊朗（IRI）         |
| 67公斤级 （詳細）     | 吴慧丽 · 韩国（KOR）    | Haby Niaré · 法国（FRA）              | 露絲·巴比 · 科特迪瓦（CIV）           |
| 67公斤级 （詳細）     | 吴慧丽 · 韩国（KOR）    | Haby Niaré · 法国（FRA）              | 努尔·塔塔尔 · 土耳其（TUR）           |
| 67公斤以上级 （詳細） | 郑姝音 · 中国（CHN）    | 玛丽亚·埃斯皮诺萨 · 墨西哥（MEX）     | 比安卡·沃克登 · 英国（GBR）           |
| 67公斤以上级 （詳細） | 郑姝音 · 中国（CHN）    | 玛丽亚·埃斯皮诺萨 · 墨西哥（MEX）     | 杰姬·加洛韦 · 美国（USA）             |

## 外部連結
- 世界跆拳道聯盟（页面存档备份，存于）
- NBC Olympics（页面存档备份，存于）